# موتور درون‌سوز

موتور چهارزمانه (موتور اتو) ۱. مکش ۲. تراکم ۳. احتراق ۴. تخلیه

موتورهای درون‌سوز یا موتورهای احتراق داخلی که با ICE یا موتور IC (به انگلیسی: Internal Combustion Engine) نشان داده می‌شوند، به موتورهایی گفته می‌شود که در آن‌ها آمیزه‌ای از سوخت و اکسنده (معمولاً هوا یا اکسیژن) در درون محفظه‌ای بسته‌ای به نام محفظه احتراق واکنش داده و آتش می‌گیرند. بر اثر احتراق (سوختن) گازهای داغ با دما و فشار بالا حاصل می‌شوند و بر اثر انبساط این گازها، پیستون موتور را به حرکت در آورده و کار انجام می‌دهند. هرچند غالباً منظور از به‌کار بردن اصطلاح موتورهای درون‌سوز، موتورهای معمول در خودروها می‌باشند، با این حال موتورهای موشک و انواع موتورهای جت نیز در تعریف موتورهای درون‌سوز جای دارند.
موتور درون‌سوز، یک وسیلهٔ گردنده است که در خودروها، هواگردها، قایق موتوری، موتورسیکلت‌ها و صنایع کاربرد دارد. بدون بهره‌گیری از موتورهای درون‌سوز، اختراع و ساخت هواپیماها ممکن نبود.
تا پیش از پرواز نخستین هواپیمای جت در سال ۱۹۳۹، نیروی محرکه تمام هواپیماها در واقع توسط موتورهای درون‌سوز تأمین می‌شد.
نخستین موتور درون‌سوز چهارزمانه توسط نیکلاوس آوگوست اتو، مخترع آلمانی و مبدع موتور بنزینی در سال ۱۸۷۶ ساخته شد.

## انواع موتورهای درون سوز

### موتور درون‌سوز اتو
فناوری‌های استفاده شده در پیشرانه اتومبیل‌ها در طول تاریخ صنعت خودروسازی دچار تغییرات فراوانی شده‌است اما یکی از سیستم‌های ماندگار در این صنعت موتورهای احتراق داخلی یا درون‌سوز بوده‌است.
با گذشت زمان و حتی تولید موتورهای احتراق خارجی، هنوز می‌توان خودروهای درون سوزی را دید که به صورت انبوه در حال تولید هستند. پدر تمام موتورهای احتراق داخلی را می‌توان نیکلاوس اتو دانست که در سال ۱۸۷۶ اولین نمونه از موتورهای احتراق داخلی را اختراع کرد. بر اساس گفته این مهندس آلمانی، مکانیزم این موتور درون سوز از روی دستگاه بخار جیمز وات الهام گرفته شده بود. پیشرانه طراحی شده توسط اوت اتو قادر بود چهار مرحله مکش، تراکم، انفجار و تخلیه را به صورت مداوم انجام دهد. البته آن زمان موتورهای احتراق داخلی هنوز مناسب خودروها نبودند، زیرا با افزایش میزان سوخت فرم احتراق‌ها به انفجار تغییر می‌کرد و خیلی سریع موتور دچار سوختگی می‌شد.
سال‌ها بعد جوزف دی اقدام به ساخت موتور درون سوز دو مرحله‌ای کرد و این موتور توانست مشکل اشتعال پیشرانه چهار مرحله‌ای اتو را برطرف کند. موتور دو زمانه به شکل رفت و برگشت عمل می‌کرد . در موتور طراحی شده توسط جوزف دی، مراحل انفجار، دم و بازدم به عنوان یک مرحله و ترکیب تخلیه و تراکم به‌عنوان مرحله بعدی صورت می‌گرفت. این موضوع باعث می‌شد انفجار صورت گرفته جدا از فرایند تخلیه انجام شود و احتراق گسترش پیدا نکند.
1. موتور چهارزمانه: این موتورها برای هر انفجار (مرحلهٔ تبدیل انرژی سوخت به انرژی مکانیکی) بایستی چهار مرحلهٔ مکش، تراکم، انفجار و تخلیه را انجام دهند. هر مرحله در این موتور ها نیم دور یا ۱۸۰ درجه است، بنابراین یک سیکل کامل در موتورهای چهار زمانه دو دور یا ۷۲۰ درجه است.
2. موتورهای دوزمانه: این موتورها در هر دور چرخش دارای یک انفجار هستند. این کار با ترکیب کردن مراحل انفجار و دم و بازدم به‌عنوان یک مرحله و ترکیب تخلیه و تراکم به‌عنوان مرحلهٔ بعدی صورت می‌گیرد.[۵]

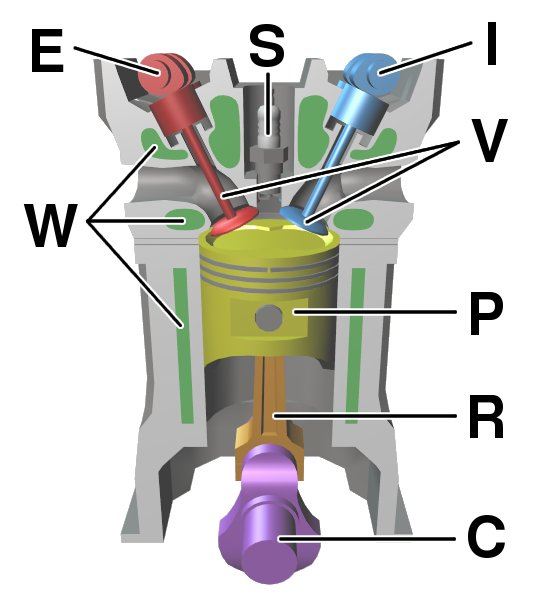
اجزای یک موتور درون‌سوز چهارزمانه E- میل بادامک اگزوز I- میل بادامک ورودی S- شمع V- سوپاپ P- پیستون R- شاتون C- میل‌لنگ W- مسیرهای عبور آب برای خنک‌کاری

### موتور درون‌سوز دیزل
موتور دیزل گونه‌ای موتور درون‌سوز است که در آن از چرخه دیزل برای ایجاد حرکت استفاده می‌شود. فرق اصلی آن با موتور اتو ایجاد احتراق در اثر تراکم است. یعنی انفجار بر اثر تراکم سوخت و هوا بدون نیاز به جرقه زنی می‌باشد (سیستم احتراق داخلی دیزل).
موتورهای دیزلی به‌طور کلی راندمان سوخت بیشتری نسبت به موتورهای بنزینی دارند. موتورهای دیزل اتومبیل‌های مسافربری بهره وری انرژی به‌طور معمول ۳۰٪ می‌باشد و تا ۴۱٪ می‌رسد و موتورهای بنزینی بیشتر به‌طور معمول ۲۰٪ می‌باشد و تا ۳۷٫۳٪ می‌رسد.

### موتور درون‌سوز وانکل(دوار بدون پیستون)
موتور دورانی که مخترع آن فلیکس وانکل بود، گاهی موتور وانکل یا موتور دورانی وانکل نامیده می‌شود. اجزای اصلی آن روتور، محفظه روتور، محور خروجی، شمع جرقه زنی، قطعات آب‌بندی می‌باشد. در موتور وانکل مانند موتورهای بنزینی چهار زمانه مخلوط هوا و بنزین وارد محفظهٔ بزرگی از موتور می‌شود سپس با کم شدن حجم آن مخلوط هوا و بنزین تحت فشار قرار گرفته و با ایجاد جرقه به وسیله شمع انفجار حاصل می‌شود، مولکول‌های گاز در اثر احتراق منبسط می‌گردند و فشار محفظهٔ تراکم به شدّت بالا می‌رود و نیروی حاصل از آن به روتور اعمال شده و به علّت اختلاف مرکز دوران بین روتور و میل لنگ نیروی چرخشی در روتور ایجاد می‌گردد. این نیروی چرخشی به بادامک محور لنگ که در داخل روتور قرار دارد، وارد شده و به چرخ‌لنگر و سیستم انتقال قدرت می‌رسد.

### موتور دو زمانه
موتور درون‌سوزی که ۲ فرایند اصلی دارد. (۱- مکش سوخت + تراکم) .(۲- احتراق+خروج دود)

### موتور چهار زمانه
موتور درون‌سوزی با چهار فرایند اصلی ۱-مکش سوخت ۲- تراکم ۳-احتراق ۴- خروج دود است.

### موتور شش زمانه
موتور درون‌سوزی بر اساس موتور چهار زمانه با افزایش فرایند و کارکرد نسبت به آن و با ۶ عمل در چرخه فرایند است.

### موتورهای دوار بدون پیستون
به موتورهایی که پیستون ندارند و به جای آن روتور دارند که به صورت دورانی حرکت می‌کند گفته می‌شود مانند موتور وانکل و موتور شبه توربین. این نوع موتورها در پهپاد نیز استفاده می‌شوند در صنعت خودروسازی نیز شرکت مزدا ژاپن در در برخی از مدل ها مانند mazda rx8 از این موتورها استفاده کرده است.

### موتور شبه توربین
موتور شبه توربین خیلی شبیه موتور دورانی است، یک روتور درون بدنهٔ تقریباً بیضی شکل می‌چرخد. موتور شبه توربین روتور چهار جزئی دارد. گوشه‌های روتور با بدنه به خوبی آب‌بندی شده‌اند و نیز گوشه‌های روتور نسبت به بخش داخلی آب‌بندی‌اند. در نتیجه چهار محفظهٔ مجزا تشکیل می‌شود.

### موتورهای احتراق پیوسته
به موتورهایی که عمل احتراق به صورت منظم و پیوسته انجام می‌شود مانند موتورهای راکت و انواع موتور جت و توربین گازی گفته می شود.

### موتورهای احتراق ناپیوسته
به موتورهایی که عمل احتراق به صورت متناوب انجام می‌شود مانند موتورهای پیستونی و پالس جت و موتور وانکل گفته می‌شود.

### موتور جت(شاملتوربوجت،توربوفن،توربوشفت،توربوپراپ،رم‌جت،موشک، ...)
موتورجت یا موتور شارشی نوعی موتور است که از شتاب دادن و تخلیه شاره برای ایجاد پیش‌رانش برپایه قانون سوم نیوتن استفاده می‌کند.

موتور جت

با این تعریف گسترده موتورهایی مانند توربوجت و توربوفن و رم‌جت و موتور موشک، گونه‌ای موتور جت به‌شمار می‌روند؛ ولی معمولاً منظور از موتور جت توربینی است که با بیرون‌دادن گاز داغ برای پیشرانش به‌کار می‌رود.
اصول پایهٔ کارکرد این نوع موتورها تقریباً ساده است، هوا از طریق یک مجرای ورودی به بخش کمپرسور وارد شده و متراکم می‌شود، سپس هوای متراکم وارد محفظهٔ احتراق شده و با اضافه شدن سوخت مشتعل می‌شود. گرمای ناشی از احتراق مخلوط هوا و سوخت باعث منبسط شدن و جریان یافتن آن به سمت انتهای موتور می‌گردد، این جریان منبسط شونده از میان یک سری پره‌های توربین عبور می‌کند که از طریق یک شفت به کمپرسور متصل شده‌اند. هوای منبسط شده توربین را به گردش درمی‌آورد که در نتیجه باعث به حرکت درآمدن کمپرسور نیز می‌شوند.
زمانی که هوای منبسط شونده بخش توربین را نیز پشت سر گذاشت با سرعتی بسیار بیشتر از زمانی که وارد موتور شده از آن خارج می‌شود که این تفاوت سرعت بین هوای ورودی و خروجی رانش مورد نیاز را ایجاد می‌کند. در واقع موتورهای توربو جت شتاب بسیار زیادی به حجم کمی از هوا می‌دهند.
موتورهایی که از اصول کار موتورجت بهره می‌برند ولی پیشرانش در آن‌ها با ملخ انجام می‌گیرد توربوپراپ نام دارند و نوعی موتور جت به‌شمار نمی‌روند.

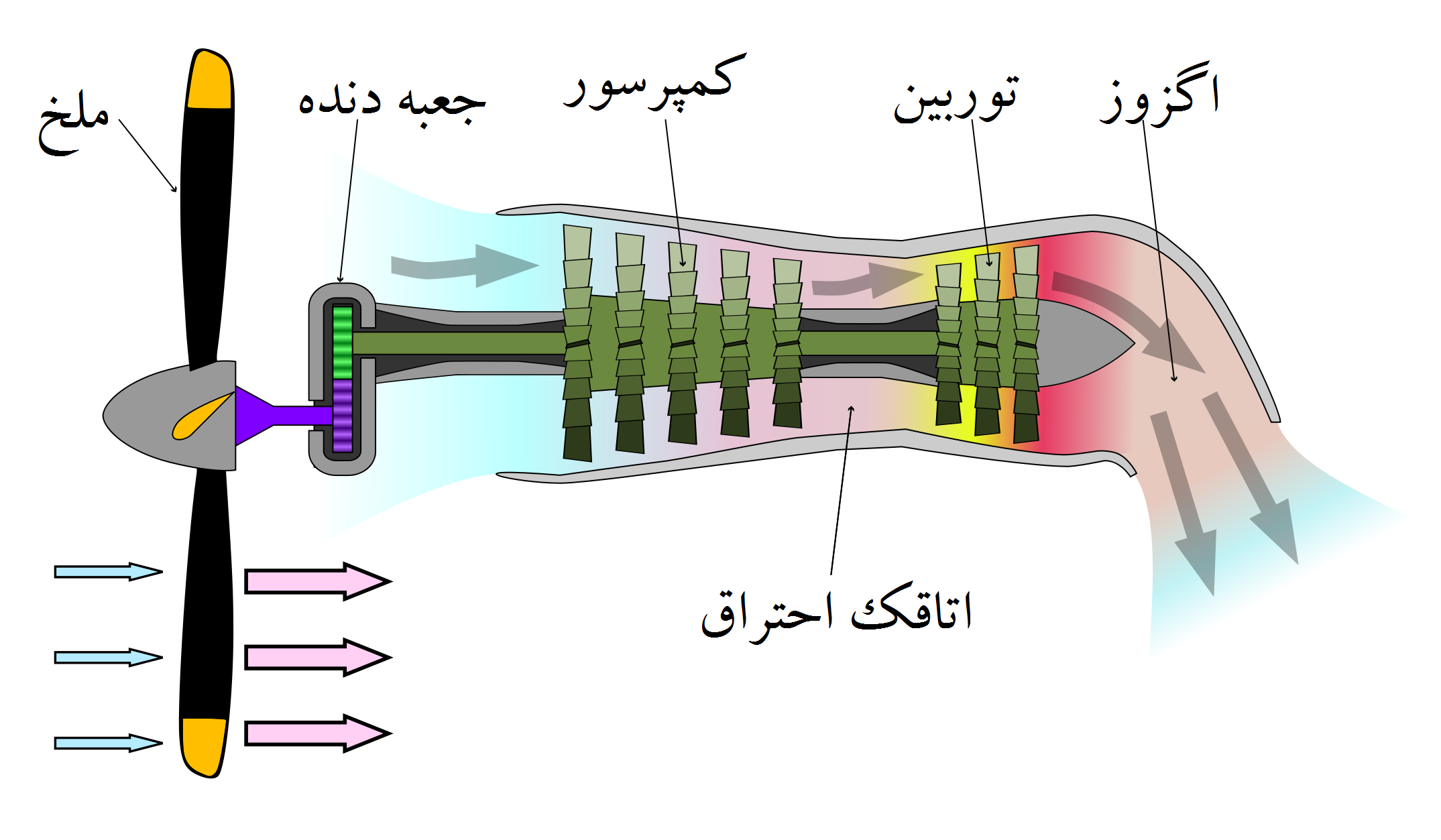
موتور توربوپراپ

#### ورودی یا مدخل
این قسمت اولین بخش است که هوای ورودی به موتور از آن می‌گذرد. این بخش یک مجرای همگرا یا واگرا است و وظیفه آن کاهش سرعت و یکنواخت کردن جریان هوای ورودی به موتور است. اگر سرعت هوای ورودی به کمپرسور زیاد باشد، سرعت هوا در نوک پره‌های آن به سرعت صوت می‌رسد و برای گردش کمپرسور نیروی زیادی صرف خواهد شد. اگر سرعت هوای ورودی زیر صوت بود، این مدخل واگرا خواهد بود. اگر سرعت بالای سرعت صوت بود (ما فوق صوت) باشد، این مجرا همگرا خواهد بود. زیرا رفتار جریان ما فوق صوت و زیر صوت بر عکس هم است. در یک جریان مافوق صوت هوا در عبور از یک مجرای همگرا سرعتش کم می‌شود و در سرعت‌های زیر صوت بر عکس؛ بنابراین مدخل هواپیماهای زیر صوت واگرا است تا سرعت را کاهش دهد و کمکی نیز برای کمپرسور باشد.

#### کمپرسور یا متراکم‌کننده
هوا بعد از مدخل وارد کمپرسور می‌شود. وظیفه کمپرسور فشرده کردن هوا است. کمپرسورها به دو گروه اصلی تقسیم می‌شوند، کمپرسورهای گریز از مرکز و کمپرسورهای جریان محور.

#### محفظه احتراق
هوای فشرده به سمت محفظه احتراق رانده شده و بعد از تزریق سوخت توسط سوخت پاش‌ها (انژکتورها)، به دمای بین ۸۰۰ تا ۱۲۰۰ سانتیگراد می‌رسد. این بخش را با آلیاژی مقاوم در برابر دمای (دمای حاصل از احتراق) و فشار بالا می‌پوشانند.

#### توربین
قدرت و توان مورد نیاز برای گردش کمپرسور توسط توربین تأمین می‌شود. شکل توربین شبیه به کمپرسور است اما با این تفاوت که به کمپرسور کار داده می‌شود تا هوا را فشرده کند ولی در توربین از جریان گازهای گرم عبوری کار گرفته می‌شود. به مجموعه کمپرسور، توربین و محور رابط (محور انتقال دهنده نیرو جهت گردش، از توربین به کمپرسور) اسپول می‌گویند. هر موتور توربوجت دارای یک اسپول می‌باشد اما بعضی از موتورها، دارای دو یا چند اسپول می‌باشند.

#### نازل یا خروجی
محل خروج گازهای عبوری از توربین است. در نهایت این نازل است که نیروی پیشرانه موتور توربوجت را تولید می‌کند.

## شیوهٔ کار موتور موشک
موتور موشک یک موتور درون‌سوز است که برای کار کردن، نیازی به هوای بیرون ندارد. موشک هم سوخت و هم مادهٔ اکسیدکننده را با خود حمل می‌کند. این دو ماده با هم در اتاقک احتراق بسته به نوع و حالت فیزیکی سوخت ترکیب شده و باهم می‌سوزند و گازهای داغی تولید می‌کنند که از طریق دهانهٔ خروجی تخلیه می‌شوند. درون اتاقک احتراق، گازهای داغ بر تمام جهات فشار می‌آورند.
اگر اتاقک کاملاً مسدود باشد، فشار در تمام جهت‌ها یکسان خواهد بود و موشک حرکت نخواهد کرد. اما اتاقک احتراق چنان ساخته می‌شود که این گازها با سرعت زیاد از دهانهٔ خروجی تخلیه شوند. این کار باعث می‌شود که فشار گاز در تمام جهت‌ها یکسان نباشد؛ چون فشار واردشده به طرف جلو بسیار بیشتر از طرف عقب است، موشک به سمت جلو حرکت می‌کند. این حرکت، از قانون سوم نیوتن پیروی می‌کند: «برای هر عمل، عکس‌العملی وجود دارد برابر و در جهت مخالف». در موشک، گازهای در حال فوران از دهانهٔ خروجی، عمل و فشار رو به جلو یا پیشرانش، عکس‌العمل است. چون موشک سوخت و اکسیدکننده را با خود حمل می‌کند، و از آن‌جا که قانون سوم نیوتن در همه جا صدق می‌کند، پس موشک می‌تواند هم در جو زمین و هم در خلاء فضا حرکت کند.

## سامانه جرقه‌زنی موتور اتو
سامانه جرقه‌زنی وظیفه دارد در زمان معین یک جرقه الکتریکی برای سوختن آمیزه‌ای از سوخت و هوا در موتورهای احتراقی ایجاد کند در موتور درون‌سوز نوع رفت و برگشتی یا همان پیستونی، جرقه در انتهای کورس تراکم کمی پیش از رسیدن پیستون به نقطه مرگ بالا زده می‌شود. اجزا این سامانه شامل شمع، وایر شمع، دلکو، کویل، باتری می‌باشد.

## ویژگی‌ها
برخلاف موتورهای خودروی برقی، موتور درون‌سوز دارای صدها قطعه متحرک است. مواد مصرفی موتورهای درون‌سوز نیز مانند روغن، روغن گیربکس و مایع خنک‌کننده برای طبیعت موادی آلاینده هستند.